# Осовок (Могилёвская область)
Осово́к (бел. Асавок) — деревня в составе Гродзянского сельсовета Осиповичского района Могилёвской области Республики Беларусь.

## Этимология
Название образовано от основ «ось», «оса», являющихся старобелорусским обозначением осины.

## Географическое положение
Расположена в 37 км на север от Осиповичей и в 5 км от ж/д станции Гродзянка, в 181 км от Могилёва. С юга к деревне примыкает лес. Через деревню пролегает плавно выгнутая улица, по обеим сторонам застроенная деревянными домами.

## История
В 1897 году упоминается как застенок в Погорельской волости Игуменского уезда Минской губернии с 54 жителями и 7 дворами, в 1907 году — с 4 дворами и 18 жителями. В 1917 году упоминаются уже 6 дворов с 52 жителями. С февраля по ноябрь 1918 года Осовок был оккупирован германскими войсками, с августа 1919 по июль 1920 года — польскими. В 1931 году здесь был создан колхоз «Трактор».
Во время Великой Отечественной войны Осовок был оккупирован немецко-фашистскими войсками с конца июня 1941 года по 29 июня 1944 года; в декабре 1943 года было сожжено 2 двора и был убит 141 житель деревни и соседних поселений. Погибшие были захоронены в центре деревни (в 1974 году на могиле была установлена стела). На фронте погибло 12 жителей. Также на кладбище деревни похоронен партизан Михаил Алексеевич Казачёнок, погибший 28 ноября 1943 года; на его могиле в 1974 году установлена стела.

## Население
- 1897 год — 54 человека, 7 дворов[1]
- 1907 год — 18 человек, 4 двора[1]
- 1917 год — 52 человека, 6 дворов[1]
- 1926 год — 110 человек, 15 хозяйств[1]
- 1959 год — 207 человек[1]
- 1970 год — 177 человек[1]
- 1986 год — 110 человек, 38 хозяйств[1]
- 2002 год — 61 человек, 29 хозяйств[1]
- 2007 год — 47 человек, 28 хозяйств[1]

## Комментарии
1. ↑  Название и ударение даны по: Назвы населеных пунктаў Рэспублікі Беларусь: Магілёўская вобласць: нарматыўны даведнік / І. А. Гапоненка і інш.; пад рэд. В. П. Лемцюговай. — Минск: Тэхналогія, 2007. — С. 60. — 406 с. — ISBN 978-985-458-159-0..